# Лебідь чорнодзьобий
Ле́бідь чорнодзьобий, американський ле́бідь або американський тундровий ле́бідь (Cygnus columbianus) — невеликого розміру лебідь, розповсюджений у тундровій зоні північної півкулі. Декотрі орнітологи малого лебедя (підвид C. c. bewickii), що мешкає в Палеарктиці, виділяють в окремий вид, але більшість вчених все ж вважають, що це один з двох підвидів тундрового лебедя. Другий підвид C. c. columbianus розповсюджений у Північній Америці. Інколи російські популяції, що мешкають східніше Таймиру, виділяють у підвид C. c. jankowskii, проте така практика не є загальноприйнятою.

## Опис
Загальна довжина 120–145 см при вазі до 9 кг. Зовні схожий на лебедя-кликуна. Він більший за розмірами за лебедя малого, наділений доволі тонкою шиєю. Дзьоб цього лебедя чорний з жовтою плямою. Пір'я білого кольору.

## Спосіб життя
Населяє тундру та лісотундру. Гніздиться в найглухіших і важкодоступних місцях. Доволі колективний птах. Під час польоту видає свист. Живиться здебільшого рослинною їжею, вживає також безхребетних.
Птахи утворюють пари у 3-4-річному віці, які залишаються разом на все життя. Цей лебідь починає розмножуватися у віці 5-6 років. Самиця відкладає 4-6 яєць і насиджує їх близько одного місяця.

## Розповсюдження
Мешкає у Північній Америці від Аляски до Баффінової Землі. Зимує уздовж Тихоокеанського узбережжя Північної Америки до Каліфорнії й Атлантичного океану — до Флориди. Зустрічається іноді в Євразії. Загальна чисельність цього птаха сягає 300 тисяч особин.

## Систематика
Чорнодзьобий лебідь дуже близький до лебедя малого, яких нерідко розглядають як один вид. У такому випадку виділяють два підвиди:
- Cygnus columbianus bewickii (Yarrell, 1830)
- Cygnus columbianus columbianus (Ord, 1815)

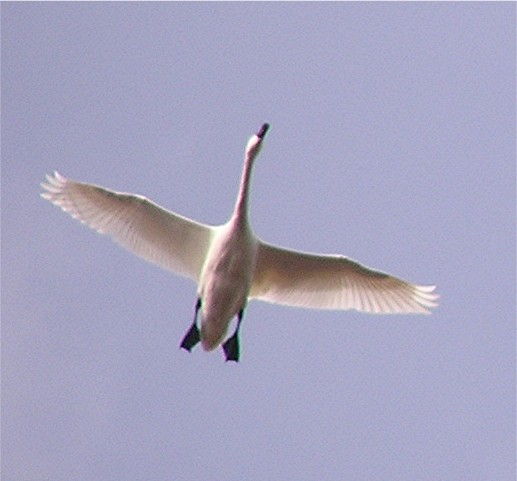
Птах у повітрі